# Dijon Hockey Club
Dijon Hockey Club – francuski klub hokejowy mający siedzibę w Dijon.
Klub został założony jako Club des Patineurs et Hockeyeurs Dijonnais w 1901. Drużyna hokejowa powstała w 1969.
Od 2011 do 2015 trenerem zespołu był Jarmo Tolvanen.

## Sukcesy
- Złoty medal Division 2: 1988, 2000
- Puchar Francji: 2006, 2012
- Finał Pucharu Francji: 2009